# WS-6
 (juin 2025).
Si vous disposez d'ouvrages ou d'articles de référence ou si vous connaissez des sites web de qualité traitant du thème abordé ici, merci de compléter l'article en donnant les références utiles à sa vérifiabilité et en les liant à la section « Notes et références ».
Le WS-6, en chinois : 涡扇-6 ; pinyin : Wōshàn-6, signifiant « Turbofan-6 ») était un programme de turbofan chinois qui n'a pas été achevé.

## Le programme de chasseur léger J-13
À la fin des années 1960, la force aérienne de l'armée populaire de libération commença à étudier de nouveaux concepts de chasseurs légers pouvant remplacer le Shenyang J-6, qui n'était rien d'autre qu'un MiG-19 des années 1950 rebadgé.
L'institut no 601 de Shenyang proposa un concept de chasseur léger de 11,5 tonnes à ailes cantilever et entrées d'air montées le long du fuselage, qui ressemblait sous certains angles à une version réduite d'un Mirage F1. Bien que la conception de la structure avançât rapidement, avec un premier prototype préliminaire terminé dans les années 1980, l'intégration d'un moteur se révéla être une tâche plutôt difficile. Deux moteurs furent envisagés pour propulser l'appareil : Le récemment acquis turbofan Spey Mk.202, produit sous licence sous la désignation WS-9, et un moteur de conception locale mis au point par l'institut de conception 606, connu sous la désignation de WS-6. Comme le futur chasseur devait posséder un seul moteur, la force aérienne chinoise considéra le WS-9, à 9 300 kgp, assez inapproprié, car la conception du J-13 (en) imposait la création d'un appareil dont le rapport poussée/poids devait être au minimum égal à 1 : 1.
Le WS-9 devait normalement devenir par la suite un moteur de 12 200 kgp, mais son développement se montra être un très gros défi. Comme le programme J-8II commença à émerger au milieu des années 1980, le J-13 devint alors beaucoup moins prioritaire, mais l'apparition des nouveaux et très réussis F-16 et MiG-29 poussa le gouvernement à ne pas abandonner le programme pour autant. Finalement, l'armée de l'air chinoise mit un point d'arrêt définitif au programme en 1992, en raison des progrès du programme J-10/Lavi et de l'accès possible aux Flankers russes et à leurs technologies, en particulier celle de leurs moteurs. 

## WP-15
En 1982, la Chine reçut une poignée de chasseurs MiG-23 en provenance d'Égypte à un prix dérisoire (à l'époque, des prix d'un million de dollars par exemplaire furent cités), en échange des récents chasseurs F-6 et F-7 vendus par la Chine à la force aérienne égyptienne. En plus de rendre service au projet J-8II, en lui apportant une architecture d'entrée d'air moteur efficace, ce qui mena au succès final du « Finback » (Shenyang J-8), le contrat apporta également à la Chine un nouveau dessin de moteur. Le Toumanski R-29, avec une poussée à sec de 10 tonnes, fut alors considéré comme étant un très bon candidat pour le programme J-13, qui serait alors produit localement sous la désignation de WP-15. Encore une fois, le programme n'aboutit pas, là aussi en raison de la disponibilité des technologies de moteurs modernes russes dès l'arrivée des années 1990.